# Adelaide Lambert
Adelaide Lambert sau Adelaide Ballard (n. 27 octombrie 1907, Ancón⁠(d), Provincia Panamá, Panama – d. 17 aprilie 1996, Bremerton⁠(d), Washington, SUA) a fost o înotătoare americană, medaliată olimpică. A participat la o ediție a Jocurilor Olimpice (1928) în care a câștigat două medalii de aur.